# Cucurpe
Para el municipio del cual éste pueblo es cabecera véase: «Cucurpe (municipio)».
Cucurpe (del idioma ópata Cucǔpa: "Lugar de codornices") es un pueblo ubicado en el norte del estado de Sonora, en las zonas bajas de la Sierra Madre Occidental. Es la cabecera y la localidad más habitada del homónimo municipio de Cucurpe. Según datos del Instituto Nacional de Estadística y Geografía (INEGI), en 2020 Cucurpe contaba con 595 habitantes, siendo una de las cabeceras municipales más pequeñas del estado.
Fue fundado en 1647 por el misionero jesuita Marcos del Río bajo el nombre de Los Santos Reyes de Cucurpe, como una misión religiosa, con el propósito de evangelizar a las tribus ópatas que habitaban ese lugar en los tiempos anteriores y durante la conquista.Desde ahí se estructuró la evangelización de la Pimería Alta siendo la primera de las Misiones jesuíticas y base del rectorado, unos kilómetros al norte en la Misión de Nuestra señora de los Dolores. 
Su nombre proviene de la lengua indígena de los ópatas, originalmente de la palabra Cucupa que se interpreta como "Lugar de codornices".
Se encuentra a 131 km al sur de la ciudad fronteriza de Heroica Nogales en la frontera con Estados Unidos, a 235 km al noreste de Hermosillo la capital estatal, a 347 km al sureste de la ciudad portuaria de Puerto Peñasco en la costa del mar de Cortes, y a 488 km al norte de Ciudad Obregón, la segunda ciudad más importante del estado.

## Historia
Originalmente, el territorio del actual municipio de Cucurpe, estaba habitado por las etnias ópatas y pimas altos. En el año de 1647 llegaron a esta zona exploradores y conquistadores españoles, que junto con misioneros avanzaban con la colonización de la Nueva España, el misionero jesuita Marcos del Río, fundó la primera población española con categoría de pueblo de misión, y le dio el nombre de Los Santos Reyes de Cucurpe.
En 1859 se le dio la categoría de villa. Tiene la categoría municipal desde mediados del siglo pasado, adscrito al Distrito de Magdalena.

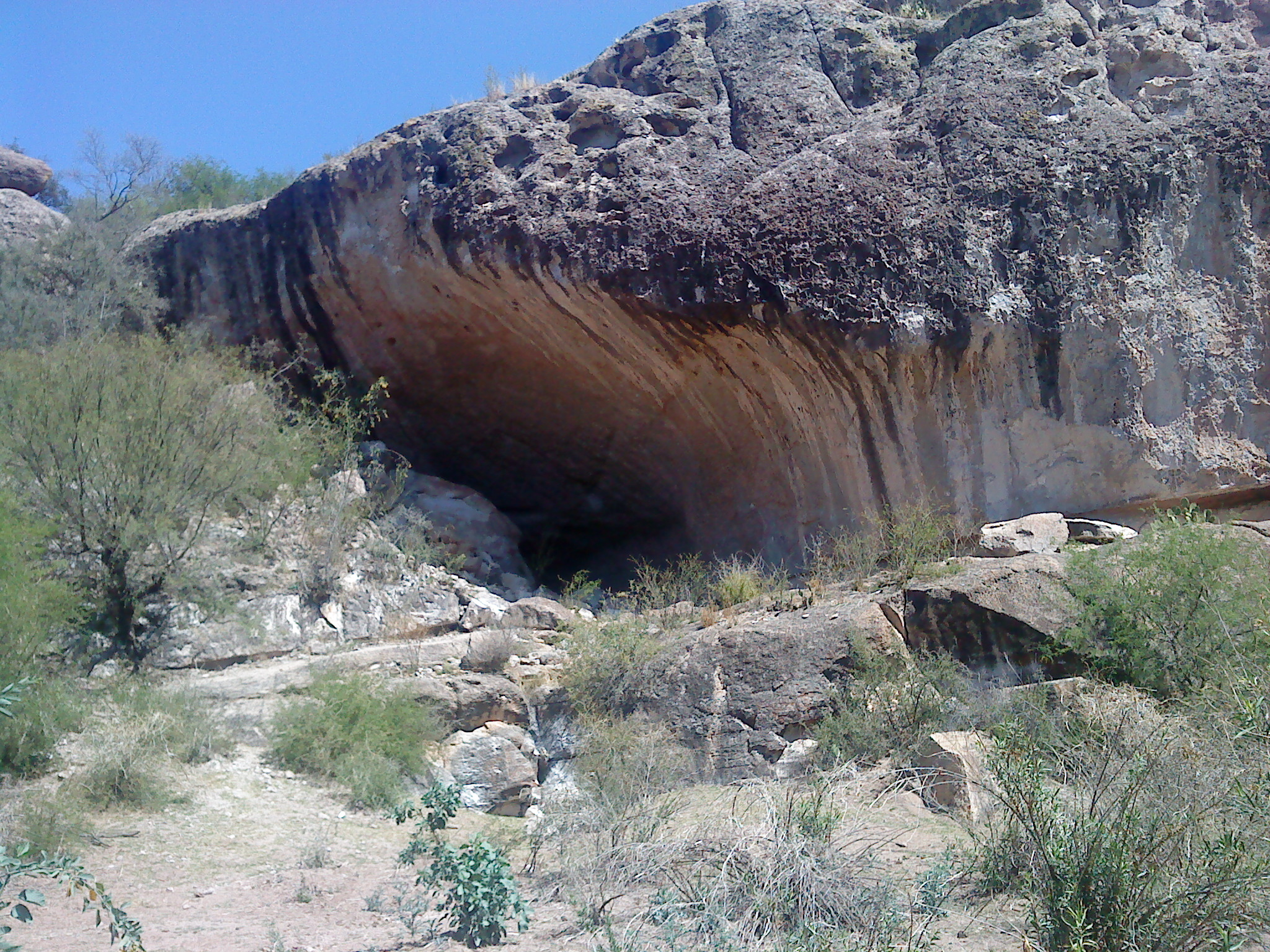
Cueva de La Pulsera, ubicada cerca del pueblo.

## Clima
Cuenta con un clima semiseco-templado, con una temperatura media máxima mensual de 25.3 °C, en los meses de junio a septiembre y una temperatura media mínima mensual de 8.3 °C en los meses de diciembre y enero. La temperatura media anual es de 16.5 °C. Las lluvias se presentan en los meses de julio y agosto, con una precipitación pluvial media anual de 466.8 milímetros.
| Parámetros climáticos promedio de Cucurpe, Sonora (1951-2010)                   | Parámetros climáticos promedio de Cucurpe, Sonora (1951-2010) | Parámetros climáticos promedio de Cucurpe, Sonora (1951-2010) | Parámetros climáticos promedio de Cucurpe, Sonora (1951-2010) | Parámetros climáticos promedio de Cucurpe, Sonora (1951-2010) | Parámetros climáticos promedio de Cucurpe, Sonora (1951-2010) | Parámetros climáticos promedio de Cucurpe, Sonora (1951-2010) | Parámetros climáticos promedio de Cucurpe, Sonora (1951-2010) | Parámetros climáticos promedio de Cucurpe, Sonora (1951-2010) | Parámetros climáticos promedio de Cucurpe, Sonora (1951-2010) | Parámetros climáticos promedio de Cucurpe, Sonora (1951-2010) | Parámetros climáticos promedio de Cucurpe, Sonora (1951-2010) | Parámetros climáticos promedio de Cucurpe, Sonora (1951-2010) | Parámetros climáticos promedio de Cucurpe, Sonora (1951-2010) |
| Mes                                                                             | Ene.                                                          | Feb.                                                          | Mar.                                                          | Abr.                                                          | May.                                                          | Jun.                                                          | Jul.                                                          | Ago.                                                          | Sep.                                                          | Oct.                                                          | Nov.                                                          | Dic.                                                          | Anual                                                         |
| ------------------------------------------------------------------------------- | ------------------------------------------------------------- | ------------------------------------------------------------- | ------------------------------------------------------------- | ------------------------------------------------------------- | ------------------------------------------------------------- | ------------------------------------------------------------- | ------------------------------------------------------------- | ------------------------------------------------------------- | ------------------------------------------------------------- | ------------------------------------------------------------- | ------------------------------------------------------------- | ------------------------------------------------------------- | ------------------------------------------------------------- |
| Temp. máx. abs. (°C)                                                            | 38.0                                                          | 43.0                                                          | 47.0                                                          | 45.0                                                          | 47.5                                                          | 49.0                                                          | 49.0                                                          | 49.0                                                          | 45.0                                                          | 45.0                                                          | 44.0                                                          | 37.5                                                          | 49.0                                                          |
| Temp. máx. media (°C)                                                           | 20.5                                                          | 22.3                                                          | 25.7                                                          | 29.7                                                          | 34.0                                                          | 37.9                                                          | 36.7                                                          | 36.1                                                          | 34.9                                                          | 31.6                                                          | 25.3                                                          | 20.8                                                          | 29.6                                                          |
| Temp. media (°C)                                                                | 11.8                                                          | 13.3                                                          | 15.9                                                          | 19.1                                                          | 23.2                                                          | 27.4                                                          | 28.3                                                          | 27.8                                                          | 26.1                                                          | 21.7                                                          | 15.8                                                          | 11.9                                                          | 20.2                                                          |
| Temp. mín. media (°C)                                                           | 3.1                                                           | 4.3                                                           | 6.0                                                           | 8.5                                                           | 12.3                                                          | 16.8                                                          | 19.8                                                          | 19.5                                                          | 17.3                                                          | 11.8                                                          | 6.2                                                           | 3.1                                                           | 10.7                                                          |
| Temp. mín. abs. (°C)                                                            | -6.0                                                          | -5.0                                                          | -4.0                                                          | 0.0                                                           | 4.0                                                           | 4.0                                                           | 3.5                                                           | 4.5                                                           | 7.0                                                           | 2.0                                                           | -4.5                                                          | -7.0                                                          | -7.0                                                          |
| Precipitación total (mm)                                                        | 40.2                                                          | 32.4                                                          | 20.9                                                          | 8.7                                                           | 4.7                                                           | 21.0                                                          | 142.2                                                         | 107.5                                                         | 61.3                                                          | 27.6                                                          | 25.9                                                          | 42.9                                                          | 535.3                                                         |
| Días de precipitaciones (≥ 0.1 mm)                                              | 3.9                                                           | 3.2                                                           | 2.2                                                           | 0.9                                                           | 0.7                                                           | 2.7                                                           | 11.8                                                          | 10.1                                                          | 5.3                                                           | 2.5                                                           | 2.4                                                           | 3.7                                                           | 49.4                                                          |
| Fuente: Servicio Meteorológico Nacional. Actualizado el 5 de diciembre de 2016. |                                                               |                                                               |                                                               |                                                               |                                                               |                                                               |                                                               |                                                               |                                                               |                                                               |                                                               |                                                               |                                                               |

## Atractivos turísticos
Las ruinas del templo de los Santos Reyes, la pintura del sagrado corazón que se encuentra en el templo que todavía está en funciones y las el Arte Rupestre de Cucurpe al sur y norte de la población en sus nueve sitios, que aunado a sus cañones, arroyos como el Saracachi y pequeños ríos como el Río San Miguel constituyen los principales lugares turísticos de Cucurpe, para diferentes poblaciones aledañas que asisten a la zona para su deleite. 

## Tradiciones
El 24 de junio se celebra la fiesta de San Juan Bautista con bailes, música y feria popular; el 29 del mismo mes, tiene lugar la de San Pedro y San Pablo, también con música, bailes y feria popular; también se festeja a San Isidro Labrador. La bebida regional es el Bacanora, el cual se exporta a diferentes partes del mundo, especialmente a Estados Unidos.

## Actividades económicas

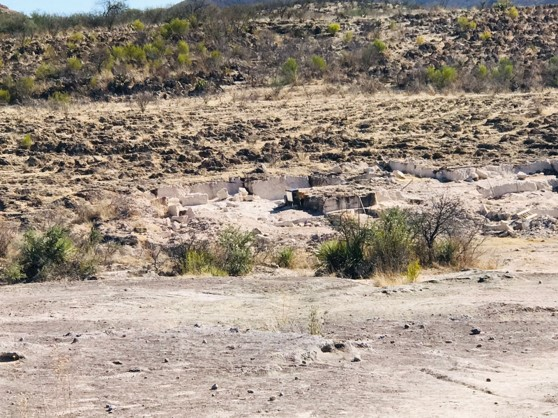
Campo de explotación de Cantera, Cucurpe Sonora

Las principales actividades económicas de los habitantes de Cucurpe son: la agricultura, la ganadería y la minería. En cuanto a la agricultura y la tenencia de la tierra, existe un total de 67 parvifundistas (pequeños propietarios), quienes tiene distribuida una superficie total de siembra de 135.891 hectáreas; en cuanto a los ejidatarios existen un total de 352 con un total de 39.916 hectáreas repartidas.
En cuanto a la ganadería, el municipio cuenta con las siguientes cabezas de ganado: 29.628 bovinos, 1041 equinos, 40 porcinos, 157 caprinos, 65 mular, 43 asnal y 51 ovinos.
En cuanto al sector minero, se encuentra instalada la Minera Santa Gertrudis con una inversión de 9.920 millones de pesos, generando un total de 260 empleos directos.

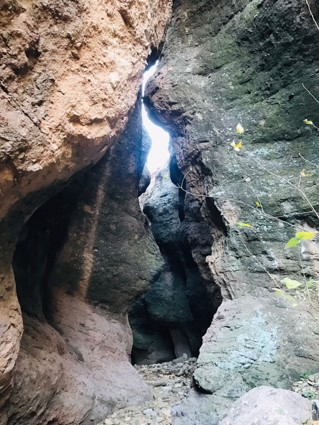
Cajón del Diablo, Cucurpe Sonora

## Recursos del Sector Salud
Los recursos del sector salud sólo incluyen un centro de salud de atención primaria, un médico pasante y un enfermero para el total de la población. La cobertura nominal en los servicios de salud, se distribuye de la siguiente manera: 964 a la población abierta y 9 de seguridad social.

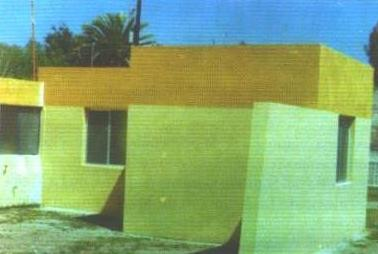
Centro de salud

## Infraestructura educativa
- Cucurpe, Escuela preescolar (pública)

Hidalgo n.º 121
- Cuauhtémoc, escuela primaria (pública)

Ave. Álvaro Obregón n.º 23 Col. Centro.
- Telesecundaria 81, Escuela secundaria (pública)

Luis Donaldo Colosio Interior s/n Col. Centro.
Además se cuenta con el Instituto Sonorense para la Educación de los Adultos (ISEA)

## Personas destacadas
- Luis Colosio Fernández (n. 1923 - f. 2010): político, fue presidente municipal de Magdalena, secretario de Cultura de Sonora y senador del Congreso de la Unión. También fue padre de Luis Donaldo Colosio.
- Teodoro Enrique Pino Miranda (n. 1946 - f. 2020): sacerdote católico, obispo y titular de la diócesis de Huajuapan de León.